# Le az Imperializmussal! Szövetség
A Le az Imperializmussal! Szövetség (hangul: 타도 제국주의 동맹 (ㅌ.ㄷ), thado csegukcsui tongmeng, handzsa: 打倒 帝國主義 同盟 (ㅌ.ㄷ), RR: tado jegukjui-ui dongmaeng) 1926. október 17-én alakult meg Kim Ir Szen (Kim Il-sung) vezetésével Kínában, a Csilin (Jilin) tartománybeli Huatien (Huadian) településen. A szervezet elsősorban Kínába emigrált japánellenes koreai partizánokat tömörített, és túlnyomórészt marxista–leninista eszmeiséget vallott magáénak. Észak-Korea és a Koreai Munkapárt jogelődje.